# Закон Кольрауша
Закон Кольрауша (или закон аддитивности электропроводности при бесконечном разбавлении электролитов) гласит, что в бесконечно разбавленном растворе перенос электричества осуществляется всеми ионами независимо друг от друга; при этом общая молярная электропроводность раствора равна сумме молярных электропроводностей отдельных ионов. Закон был экспериментально установлен в 1879 году Ф. Кольраушем, позже получил объяснение исходя из теории электролитической диссоциации. При увеличении концентрации растворов увеличивается взаимодействие между ионами и закон Кольрауша не выполняется.